# Helgafellssveit
Helgafellssveit è un comune islandese della regione di Vesturland.